# The Polish Quarterly of International Affairs
The Polish Quarterly of International Affairs – anglojęzyczny polski periodyk naukowy poświęcony stosunkom międzynarodowym. Ukazuje się od 1992 roku jako kwartalnik. Wydawcą Polski Instytut Spraw Międzynarodowych (PISM).  